# Ајаз Ата
Ајаз Ата  је зимски бог и измишљени лик који представља у неким турским културама улогу сличну оној Деда Мраза. Дословни превод имена би био "Мраз отац", иако се име често преводи као "деда Мраз". Он је створен од Месечеве светлости и изазван хладним временом.

## Карактеристике
Књижевни прикази Ајаз Ате обично га приказују у пратњи Кар Киза (татарски: Кар Кизи или Кар Кıзı значи "Снежна девојка" или "Снешка девојка", његове унуке и помоћнице, понекад са утицајем руске Снегурочке, која је често приказивала у дугим сребрноплавим хаљинама и крзненом капом или круном налик пахуљици. Она је јединствени атрибут Ајаз Ате; ниједан традиционални поклон из других култура није приказан са сличним сапутником.
Традиционални изглед Ајаз Ате подсећа на Деда Мраза, са капутом, чизмама и дугом белом брадом. Конкретно, Ајаз Ата се често приказује како носи крзнени капут до пете, полукружни крзнени шешир и валенке или чизме на ногама. За разлику од Деда Мраза, често се приказује како хода са дугим чаробним штапом. Често је приказан у дугим сребрно-плавим хаљинама и круни налик на пахуљицу.